# 윌리엄 V. 몽

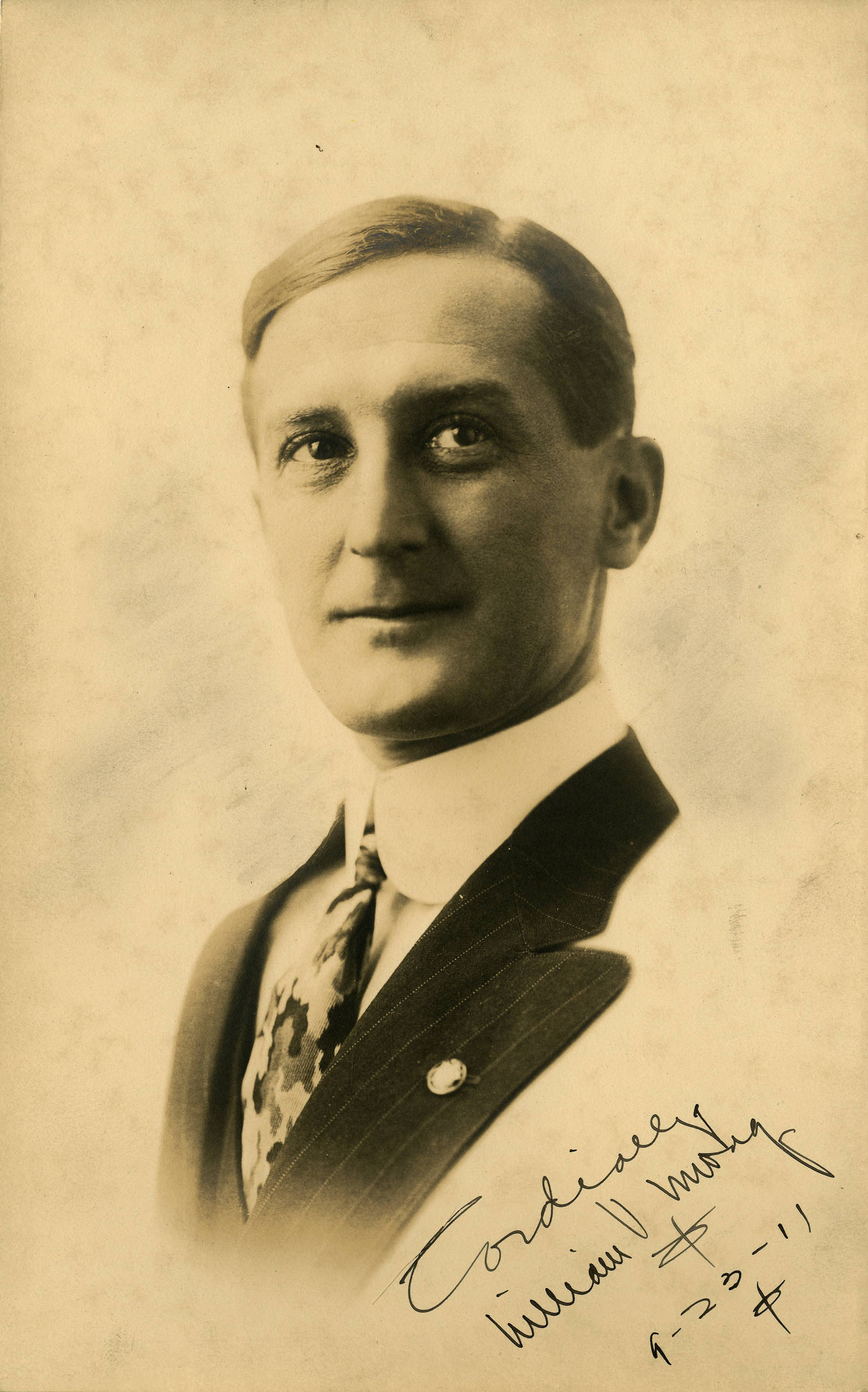

윌리엄 V. 몽(William V. Mong, 1875년 6월 25일 ~ 1940년 12월 10일)은 미국의 영화 감독, 배우, 각본가, 영화 프로듀서이다.

## 영화
- 폼페이 최후의 날 (1935년)
- 스윗 애더라인 (1934년)
- 클레오파트라 (1934년)
- 지옥의 시장 (1933년)
- 강자 (1926년)
- 슈즈 (1916년)